# Malinie (województwo lubelskie)
Malinie – wieś w Polsce, położona w województwie lubelskim, w powiecie janowskim, w gminie Chrzanów.
| SIMC    | Nazwa           | Rodzaj    |
| ------- | --------------- | --------- |
| 0789298 | Malinie-Kolonia | część wsi |

W latach 1975–1998 miejscowość administracyjnie należała do województwa tarnobrzeskiego. Według Narodowego Spisu Powszechnego (III 2011 r.) liczyła 290 mieszkańców i była czwartą co do wielkości miejscowością gminy Chrzanów.
Wierni Kościoła rzymskokatolickiego należą do parafii Parafia św. Bartłomieja w Goraju.

## Historia
Pierwsza wzmianka na temat miejscowości pochodzi z 1482 roku, ale szybko zanikła lub została zniszczona. Obecnie istniejąca wieś powstała w 1546 r. Zadanie zorganizowania wsi otrzymał wójt Iwan Giniec, a elementem osadniczym byli Rusini. W 1596 r., od spadkobiercy Stanisława Górki, Malinie zakupił Jan Zamojski i włączył do swojej ordynacji. Wieś leżąca na granicy dóbr stała się przedmiotem sporów. W 1602 r. wójt maliński oskarżył Gorajskich o rabunek 20 kóp jęczmienia. W 1626 r. wieś liczyła 4,5 łanów osiadłych, 9 zagród i 3 komornice. Na przestrzeni XVIII i XIX w. nastąpiła polonizacja ludności
rusińskiej i jej latynizacja obrządkowa. W okresie wojen napoleońskich wskutek przemarszów wojsk, klęsk i nieurodzaju, epidemii nastąpił spadek ludności wsi. Akt uwłaszczenia uwłaszczenia przyznał na własność 42 gospodarzom 989 mórg ziemi. Zniesienie unii spowodowało przymusowe przejście unitów malińskich na prawosławie (1875 r.). Pierwsza wojna światowa wyrządziła duże straty wśród zabudowań (22 posesje – 43%). W 1921 r. Malinie liczyło 79 domów i 476 mieszkańców (w tym 10 Żydów). W okresie międzywojennym powstała szkoła, straż pożarna i Koło Młodzieży Wiejskiej. Po II wojnie światowej zlikwidowano szkołę, powstało kółko rolnicze oraz zbudowano remizę.

## Części wsi
- Dąbrowa – część wsi Malinie, powstała w XIX w., istniała na pewno już w 1839 r.
- Malinie Kolonia – część wsi, powstała po II wojnie światowej.